# Elena Benítez
Elena Benítez Morales (París, Francia, 26 de octubre de 1966) es una deportista española que compitió en taekwondo, campeona mundial y doble campeona europea.

## Biografía
De progenitores españoles, nació circunstancialmente en Francia debido a motivos laborales de estos. Se instaló a los ocho años de edad en San Pedro de Alcántara, localidad del municipio de Marbella (Málaga). El palacio de deportes de esta población lleva su nombre desde octubre de 2013.
Ganó dos medallas en el Campeonato Mundial de Taekwondo en los años 1989 y 1999, y seis medallas en el Campeonato Europeo de Taekwondo entre los años 1986 y 2000.
Participó en los Juegos Olímpicos de Sídney 2000, donde finalizó novena en la categoría de –67 kg. Además, compitió en los Juegos Olímpicos de Seúl 1988 y Barcelona 1992 donde el taekwondo fue incluido como deporte de exhibición en ambas ediciones, obteniendo el quinto lugar en 1988 y el oro en 1992.
Ostenta una concejalía en el Ayuntamiento de Marbella desde las elecciones municipales de 2019, a las que se presentó como número dos y en condición de independiente en las listas del Partido Socialista Obrero Español.

## Palmarés internacional
| Campeonato Mundial | Campeonato Mundial       | Campeonato Mundial | Campeonato Mundial |
| Año                | Lugar                    | Medalla            | Categoría          |
| ------------------ | ------------------------ | ------------------ | ------------------ |
| 1989               | Seúl (Corea del Sur)     | Medalla de bronce  | –60 kg             |
| 1999               | Edmonton (Canadá)        | Medalla de oro     | –67 kg             |
| Campeonato Europeo |                          |                    |                    |
| Año                | Lugar                    | Medalla            | Categoría          |
| 1986               | Seefeld (Austria)        | Medalla de bronce  | –60 kg             |
| 1990               | Århus (Dinamarca)        | Medalla de bronce  | –60 kg             |
| 1994               | Zagreb (Croacia)         | Medalla de plata   | –65 kg             |
| 1996               | Helsinki (Finlandia)     | Medalla de oro     | –65 kg             |
| 1998               | Eindhoven (Países Bajos) | Medalla de oro     | –67 kg             |
| 2000               | Patras (Grecia)          | Medalla de plata   | –67 kg             |